# Arcidiocesi di Curitiba
L'arcidiocesi di Curitiba (in latino Archidioecesis Curitibensis) è una sede metropolitana della Chiesa cattolica in Brasile. Nel 2021 contava 1.727.670 battezzati su 2.675.370 abitanti. È retta dall'arcivescovo José Antônio Peruzzo.

## Territorio
L'arcidiocesi comprende 11 comuni dello stato brasiliano del Paraná: Curitiba, Almirante Tamandaré, Balsa Nova, Campo Largo, Campo Magro, Colombo, Itaperuçu, Palmeira, Pinhais, Porto Amazonas e Rio Branco do Sul.
Sede arcivescovile è la città di Curitiba, dove si trova la cattedrale di Nostra Signora della Luce (Nossa Senhora da Luz dos Pinhais)
Il territorio si estende su una superficie di 5.571 km² ed è suddiviso in 143 parrocchie.

### Provincia ecclesiastica
La provincia ecclesiastica di Curitiba, istituita nel 1926, comprende le seguenti suffraganee:
- diocesi di Guarapuava,
- diocesi di Paranaguá,
- diocesi di Ponta Grossa,
- diocesi di São José dos Pinhais,
- diocesi di União da Vitória.

## Storia
La diocesi di Curitiba fu eretta il 27 aprile 1892 con la bolla Ad universas Orbis Ecclesias di papa Leone XIII, ricavandone il territorio dalla diocesi di San Paolo (oggi arcidiocesi) e dall'arcidiocesi di Rio de Janeiro, di cui era originariamente suffraganea.
Il 19 marzo 1908 cedette una porzione del suo territorio a vantaggio dell'erezione della diocesi di Santa Caterina (oggi arcidiocesi di Florianópolis).
Il 7 giugno dello stesso anno entrò a far parte della provincia ecclesiastica dell'arcidiocesi di San Paolo.
Il 10 maggio 1926 per effetto della bolla Quum in dies numerus di papa Pio XI ha ceduto altre porzioni di territorio a vantaggio dell'erezione delle diocesi di Ponta Grossa e di Jacarezinho e della prelatura territoriale di Foz do Iguaçu, e contestualmente è stata elevata al rango di arcidiocesi metropolitana.
Il 1º novembre 1952 con la bolla Ex antiquissima di papa Pio XII fu istituito il capitolo della cattedrale.
Il 21 luglio 1962, il 3 dicembre 1976 e il 6 dicembre 2006 ha ceduto ulteriori porzioni di territorio a vantaggio dell'erezione rispettivamente delle diocesi di Paranaguá, di União da Vitória e di São José dos Pinhais.

## Cronotassi dei vescovi
Si omettono i periodi di sede vacante non superiori ai 2 anni o non storicamente accertati.
- José de Camargo Barros † (16 gennaio 1894 - 9 novembre 1903 nominato vescovo di San Paolo)
- Duarte Leopoldo e Silva † (10 maggio 1904 - 18 dicembre 1906 nominato vescovo di San Paolo)
- João Francisco Braga † (27 ottobre 1907 - 22 giugno 1935 dimesso[3])
- Ático Eusébio da Rocha † (16 dicembre 1935 - 11 aprile 1950 deceduto)
- Manoel da Silveira d'Elboux † (19 agosto 1950 - 6 febbraio 1970 deceduto)
- Pedro Antônio Marchetti Fedalto (28 dicembre 1970 - 19 maggio 2004 ritirato)
- Moacyr José Vitti, C.S.S. † (19 maggio 2004 - 26 giugno 2014 deceduto)
- José Antônio Peruzzo, dal 7 gennaio 2015

## Statistiche
L'arcidiocesi nel 2021 su una popolazione di 2.675.370 persone contava 1.727.670 battezzati, corrispondenti al 64,6% del totale.
| anno | popolazione | popolazione | popolazione | presbiteri | presbiteri | presbiteri | presbiteri                | diaconi | religiosi | religiosi | parrocchie |
| anno | battezzati  | totale      | %           | numero     | secolari   | regolari   | battezzati per presbitero | diaconi | uomini    | donne     | parrocchie |
| ---- | ----------- | ----------- | ----------- | ---------- | ---------- | ---------- | ------------------------- | ------- | --------- | --------- | ---------- |
| 1949 | 480.000     | 500.000     | 96,0        | 161        | 24         | 137        | 2.981                     |         | 224       | 550       | 39         |
| 1966 | 650.000     | 700.000     | 92,9        | 223        | 39         | 184        | 2.914                     |         | 221       | 1.060     | 67         |
| 1968 | 800.000     | 1.000.000   | 80,0        | 253        | 53         | 200        | 3.162                     |         | 250       | 1.089     | 76         |
| 1976 | 1.100.000   | 1.250.000   | 88,0        | 354        | 62         | 292        | 3.107                     |         | 641       | 1.080     | 106        |
| 1980 | 1.187.000   | 1.270.000   | 93,5        | 58         | 58         |            | 20.465                    |         | 389       | 1.167     | 110        |
| 1990 | 1.855.000   | 2.246.000   | 82,6        | 401        | 74         | 327        | 4.625                     | 3       | 759       | 1.229     | 131        |
| 1999 | 2.194.000   | 2.656.000   | 82,6        | 432        | 91         | 341        | 5.078                     | 31      | 906       | 1.123     | 146        |
| 2000 | 2.000.000   | 2.700.000   | 74,1        | 442        | 102        | 340        | 4.524                     | 35      | 791       | 1.168     | 150        |
| 2001 | 2.000.000   | 2.770.034   | 72,2        | 447        | 101        | 346        | 4.474                     | 37      | 860       | 1.103     | 151        |
| 2002 | 2.000.000   | 2.771.651   | 72,2        | 441        | 101        | 340        | 4.535                     | 40      | 930       | 1.111     | 151        |
| 2003 | 2.000.000   | 2.771.731   | 72,2        | 439        | 99         | 340        | 4.555                     | 61      | 795       | 1.076     | 155        |
| 2004 | 2.000.000   | 2.771.731   | 72,2        | 451        | 101        | 350        | 4.434                     | 70      | 879       | 1.177     | 154        |
| 2006 | 1.480.046   | 2.262.347   | 65,4        | 426        | 92         | 334        | 3.474                     | 67      | 721       | 1.025     | 129        |
| 2013 | 1.821.000   | 2.444.000   | 74,5        | 405        | 99         | 306        | 4.496                     | 64      | 618       | 931       | 137        |
| 2016 | 1.866.000   | 2.605.000   | 71,6        | 408        | 98         | 310        | 4.573                     | 87      | 613       | 914       | 134        |
| 2019 | 1.700.700   | 2.633.479   | 64,6        | 505        | 105        | 400        | 3.367                     | 124     | 600       | 878       | 142        |
| 2021 | 1.727.670   | 2.675.370   | 64,6        | 621        | 210        | 411        | 2.782                     | 136     | 596       | 870       | 143        |